# М-12 «Касатик»
М-12 «Касатик»  — российский лёгкий многоцелевой самолёт.

## Описание
М-12 «Касатик» — лёгкий многоцелевой самолёт с двумя двигателями с толкающими винтами. Высокоплан классической схемы с трехопорным шасси с носовой управляемой стойкой. Разработан опытно-конструкторским бюро «Феникс». Первый вылет самолёта состоялся в 1999 году.  Может оборудоваться лыжами или поплавками. Самолёт М-12 цельнометаллический с ограниченным применением конструкций из композиционных материалов в не силовых элементах конструкции. Имеет дублированное управление.
С 1997 года производством самолёта занималось ЗАО КФ «ПРОМАКС», дочерние предприятие  ОАО «Авиакор — Самарский авиационный завод». С 2009 года самолёт выпускает компания ООО «АвиаПром-Шаг». Производство самолёта размещено на площадях  ОАО «Авиакор — Самарский авиационный завод».

## Лётно-технические характеристики
- Размах крыла, м 10.20
- Длина, м 6.72
- Высота, м 2.20
- Масса, кг
  - пустого 485 (до 2009 года - 370 кг, с двигателями Rotax 462)
  - максимальная взлетная 855 (до 2009 года - 670 кг, с двигателями Rotax 462)
- Топливо (Аи.93, Аи.95), л 70
- Тип двигателя 2 ПД
  - Rotax 462 (после 2009 года не используются)
  - Rotax 582 (64 л.с.)
  - Rotax 912ULS (100 л.с.)
  - Jabiru 2200 (79 л.с.)
- Максимальная скорость, км/ч 190
- Крейсерская скорость, км/ч 150
- Практическая дальность, 960 (с двигателями Rotax 462 - 525 км)
- Практический потолок, м 3000
- Экипаж, чел 1
- Полезная нагрузка: 2 пассажира или 280 кг груза
  - В варианте учебно-тренировочного применения: пилот-инструктор и обучаемый.
- Назначенный срок службы — 5 лет.

Самолёт может  эксплуататироваться  с взлетно-посадочных полос (ВПП) с искусственным и грунтовым покрытием подготовленных в соответствии с НАС ГА-86 с прочностью грунта не менее 3 см/см² превышением аэродрома над уровнем моря до 1500 м, а так же с неподготовленных ВПП.

## Награды
На авиасалоне сверхлёгких летательных аппаратов в Гатчине в 1993 году самолёт отмечен дипломом Федерации легкомоторной авиации  России (ФЛА) как перспективный самолёт модульной конструкции.

## Авиационные происшествия
- 14 октября 1997 года в г. Самара на аэродроме «Самара-Безымянка» во время выполнения аэродромных полётов потерпел катастрофу самолёт М-12 «Касатик» СВС 17035, пилотируемый лётчиком-испытателем 1-го класса МО, председателем Лётно-методической комиссии Самарской областной ФЛА Положенцевым А.В. Кроме КВС на борту находился полковник Одинцов А.П., лётчик-испытатель 1-го класса МО, заместитель начальника военного представительства по лётно-испытательной работе. Вместо запланированных полётов по кругу КВС выполнял вертикальные маневры на недопустимо малой высоте с большими кренами и потерей скорости, что привело к столкновению самолёта с землёй в режиме отвесного пикирования. В результате столкновения оба находящихся на борту человека погибли[2][3].
- 12 мая 2008 года в районе села Малаешты Григориопольского района Приднестровья потерпел катастрофу самолёт М-12 «Касатик-Д». В результате аварии погиб пилот[4].
- 15 июля 2014 года в район д. Кадница Пестовского района Новгородской области потерпел аварию самолёт М-12 «Касатик-Д» RA-1437G. Из-за остановки двигателя КВС принял решение выполнить посадку на неподготовленную площадку с подбором. Во время посадки при осуществлении пробега самолёт зацепился за деревья   и получил повреждения. Экипаж (1 чел.) цел[5].